# Плещеев, Фёдор Михайлович
Фёдор Миха́йлович Плеще́ев (умер в 1546 году) — сын окольничего Михаила Андреевича, который в 1532 году дал великому князю Василию Ивановичу запись о продолжении службы государю и его детям «верно, усердно и без всякой измены».
Фёдор Михайлович вместе со своим отцом и с братом Димитрием:
...целовал на всем том, как написано в записи, честный и животворящий крест у гроба святого великого чудотворца Алексия.
В 1542 году он был пожалован в окольничие.
В 1558—1559 годах упоминается в духовном завещании Дмитрия Григорьевича Плещеева, который взял у него чалого коня за пять рублей, и те деньги, в случае своей смерти, Дмитрий велел отдать жене Фёдора Михайловича — Пелагее.
Оставил единственного сына Никиту (ум. 1571), взятого в плен крымскими людьми "на поле на судбищах" и дочь Марию Фёдоровну, которая вышла замуж за князя Ивана Петровича Охлебинина (Мария Фёдоровна являлась племянницей боярина Алексея Даниловича Басманова).